# Cristian Volpato
Cristian Volpato (Camperdown, 15 novembre 2003) è un calciatore australiano naturalizzato italiano, attaccante del Sassuolo.

## Biografia
È nato a Camperdown, in Australia; la sua famiglia è di origine veneta.

## Caratteristiche tecniche
Gioca nel ruolo di trequartista grazie ad una buona struttura fisica, inoltre può essere impiegato anche sulla fascia destra e da mezzala. Mancino puro, dispone di buona tecnica, visione di gioco e fisicità, che gli consentono di muoversi pure negli spazi stretti. Pericoloso sia da fuori area che da calcio piazzato, si distingue anche per la personalità con cui scende in campo.

## Carriera

### Club

#### Gli inizi e la Roma
Volpato si è formato calcisticamente in Australia, dapprima unendosi alla scuola calcio nazionale del Milan, diretta da Andrea Icardi, per poi giocare nei vivai di Sydney Utd 58, Sydney FC e Western Sydney Wanderers.
Nel gennaio 2020, viene acquistato dalla Roma, con cui comincia la trafila nelle squadre giovanili del club. Dopo aver firmato il suo primo contratto da professionista nel febbraio 2021, il 26 ottobre dello stesso anno Volpato viene convocato per la prima volta in prima squadra dall'allenatore José Mourinho, in vista della trasferta in casa del Cagliari. Il 4 dicembre seguente, a 18 anni, esordisce con la prima squadra, subentrando negli ultimi minuti di gioco al posto di Jordan Veretout nella partita di campionato persa 0-3 contro l'Inter. Il 19 febbraio 2022 realizza la sua prima rete in Serie A dimezzando lo svantaggio nella gara contro il Verona poi pareggiata per 2-2.
Nella stagione seguente viene inserito in pianta stabile in prima squadra, e l'8 settembre 2022 esordisce nelle coppe europee, entrando nel secondo tempo della partita persa per 2-1 in trasferta contro il Ludogorec, valida per la fase a gironi di Europa League. Il 31 ottobre 2022 realizza il suo secondo gol in Serie A, nuovamente contro il Verona, e chiude la stagione con 11 presenze in tutte le competizioni.

#### Sassuolo
Il 29 giugno 2023, Volpato viene ceduto a titolo definitivo al Sassuolo, sempre in Serie A, insieme a Filippo Missori, per una cifra totale di circa 10 milioni di euro, più un diritto al 15% su una futura rivendita di entrambi i calciatori a favore della Roma. Segna il suo primo gol per i neroverdi il 3 febbraio 2024 nella sconfitta per 4-2 in casa del Bologna.
Rimasto nella rosa dei neroverdi retrocessi in Serie B, il 5 ottobre 2024  segna la sua prima rete nel campionato cadetto, nel successo per 6-1 contro il Cittadella. 

### Nazionale
Il 18 marzo 2022, viene convocato dal CT della nazionale Under-20, Bollini, per gli ultimi due incontri nel Torneo 8 Nazioni.
In estate partecipa di seguito al campionato europeo Under-19, dove viene impiegato in tutte e quattro le partite giocate dalla nazionale Under-19, realizzando due reti nella fase a gironi.
A ridosso del campionato del mondo 2022, il calciatore ha rifiutato la convocazione dell'Australia da parte del selezionatore Graham Arnold.
Il 19 novembre 2022 esordisce con la nazionale Under-21 del CT Paolo Nicolato, entrando nel secondo tempo della gara amichevole persa 4-2 contro la Germania ad Ancona. Alla sua seconda presenza, il 16 novembre 2023, realizza il suo primo gol con l'Under-21 nella partita valida per le qualificazioni all'Europeo del 2025 vinta per 7-0 contro San Marino.

## Statistiche

### Presenze e reti nei club
Statistiche aggiornate al 15 marzo 2025.
| Stagione        | Squadra         | Campionato      | Campionato | Campionato | Coppe nazionali | Coppe nazionali | Coppe nazionali | Coppe continentali | Coppe continentali | Coppe continentali | Altre coppe | Altre coppe | Altre coppe | Totale | Totale |
| Stagione        | Squadra         | Comp            | Pres       | Reti       | Comp            | Pres            | Reti            | Comp               | Pres               | Reti               | Comp        | Pres        | Reti        | Pres   | Reti   |
| --------------- | --------------- | --------------- | ---------- | ---------- | --------------- | --------------- | --------------- | ------------------ | ------------------ | ------------------ | ----------- | ----------- | ----------- | ------ | ------ |
| 2021-2022       | Roma            | A               | 3          | 1          | CI              | 0               | 0               | UECL               | -                  | -                  |             | -           | -           | 3      | 1      |
| 2022-2023       | Roma            | A               | 7          | 1          | CI              | 1               | 0               | UEL                | 3                  | 0                  |             | -           | -           | 11     | 1      |
| Totale Roma     | Totale Roma     | Totale Roma     | 10         | 2          |                 | 1               | 0               |                    | 3                  | 0                  |             | -           | -           | 14     | 2      |
| 2023-2024       | Sassuolo        | A               | 22         | 1          | CI              | 3               | 0               | -                  | -                  | -                  | -           | -           | -           | 25     | 1      |
| 2024-2025       | Sassuolo        | B               | 18         | 4          | CI              | 3               | 0               | -                  | -                  | -                  | -           | -           | -           | 21     | 4      |
| Totale Sassuolo | Totale Sassuolo | Totale Sassuolo | 40         | 5          |                 | 6               | 0               |                    | -                  | -                  |             | -           | -           | 46     | 5      |
| Totale carriera | Totale carriera | Totale carriera | 50         | 7          |                 | 7               | 0               |                    | 3                  | 0                  |             | -           | -           | 60     | 7      |

### Cronologia presenze e reti in nazionale
| Cronologia completa delle presenze e delle reti in nazionale ― Italia under 21 | Cronologia completa delle presenze e delle reti in nazionale ― Italia under 21 | Cronologia completa delle presenze e delle reti in nazionale ― Italia under 21 | Cronologia completa delle presenze e delle reti in nazionale ― Italia under 21 | Cronologia completa delle presenze e delle reti in nazionale ― Italia under 21 | Cronologia completa delle presenze e delle reti in nazionale ― Italia under 21 | Cronologia completa delle presenze e delle reti in nazionale ― Italia under 21 | Cronologia completa delle presenze e delle reti in nazionale ― Italia under 21 |
| Data                                                                           | Città                                                                          | In casa                                                                        | Risultato                                                                      | Ospiti                                                                         | Competizione                                                                   | Reti                                                                           | Note                                                                           |
| ------------------------------------------------------------------------------ | ------------------------------------------------------------------------------ | ------------------------------------------------------------------------------ | ------------------------------------------------------------------------------ | ------------------------------------------------------------------------------ | ------------------------------------------------------------------------------ | ------------------------------------------------------------------------------ | ------------------------------------------------------------------------------ |
| 19-11-2022                                                                     | Ancona                                                                         | Italia under 21                                                                | 2 – 4                                                                          | Germania under 21                                                              | Amichevole                                                                     | -                                                                              | 71’ 89’                                                                        |
| 16-11-2023                                                                     | Serravalle                                                                     | San Marino under 21                                                            | 0 – 7                                                                          | Italia under 21                                                                | Qual. Europeo Under-21 2025                                                    | 1                                                                              |                                                                                |
| 6-6-2024                                                                       | Aubagne                                                                        | Ucraina under 21                                                               | 4 – 0                                                                          | Italia under 21                                                                | Torneo Maurice Revello 2024 - 1º turno                                         | -                                                                              | 58’                                                                            |
| 10-6-2024                                                                      | Aubagne                                                                        | Italia under 21                                                                | 2 – 2                                                                          | Panama under 21                                                                | Torneo Maurice Revello 2024 - 1º turno                                         | -                                                                              | 46’                                                                            |
| 12-6-2024                                                                      | Salon-de-Provence                                                              | Italia under 21                                                                | 1 – 0                                                                          | Indonesia under 21                                                             | Torneo Maurice Revello 2024 - 1º turno                                         | -                                                                              | 72’                                                                            |
| 16-6-2024                                                                      | Salon-de-Provence                                                              | Italia under 21                                                                | 1 – 0                                                                          | Francia under 21                                                               | Torneo Maurice Revello 2024 - Finale 3º posto                                  | -                                                                              | 64’                                                                            |
| 15-11-2024                                                                     | Empoli                                                                         | Italia under 21                                                                | 2 – 2                                                                          | Francia under 21                                                               | Amichevole                                                                     | -                                                                              | 61’                                                                            |
| 19-11-2024                                                                     | La Spezia                                                                      | Italia under 21                                                                | 2 – 2                                                                          | Ucraina under 21                                                               | Amichevole                                                                     | -                                                                              | 74’                                                                            |
| 21-3-2025                                                                      | Venezia                                                                        | Italia under 21                                                                | 1 – 2                                                                          | Paesi Bassi under 21                                                           | Amichevole                                                                     | -                                                                              | 76’                                                                            |
| Totale                                                                         |                                                                                | Presenze                                                                       | 9                                                                              |                                                                                | Reti                                                                           | 1                                                                              |                                                                                |

| Cronologia completa delle presenze e delle reti in nazionale ― Italia under 20 | Cronologia completa delle presenze e delle reti in nazionale ― Italia under 20 | Cronologia completa delle presenze e delle reti in nazionale ― Italia under 20 | Cronologia completa delle presenze e delle reti in nazionale ― Italia under 20 | Cronologia completa delle presenze e delle reti in nazionale ― Italia under 20 | Cronologia completa delle presenze e delle reti in nazionale ― Italia under 20 | Cronologia completa delle presenze e delle reti in nazionale ― Italia under 20 | Cronologia completa delle presenze e delle reti in nazionale ― Italia under 20 |
| Data                                                                           | Città                                                                          | In casa                                                                        | Risultato                                                                      | Ospiti                                                                         | Competizione                                                                   | Reti                                                                           | Note                                                                           |
| ------------------------------------------------------------------------------ | ------------------------------------------------------------------------------ | ------------------------------------------------------------------------------ | ------------------------------------------------------------------------------ | ------------------------------------------------------------------------------ | ------------------------------------------------------------------------------ | ------------------------------------------------------------------------------ | ------------------------------------------------------------------------------ |
| 28-3-2022                                                                      | Sarpsborg                                                                      | Norvegia under 20                                                              | 0 – 5                                                                          | Italia under 20                                                                | Torneo 8 Nazioni                                                               | -                                                                              | 66’                                                                            |
| 23-9-2022                                                                      | Almada                                                                         | Portogallo under 20                                                            | 1 – 2                                                                          | Italia under 20                                                                | Torneo 8 Nazioni                                                               | 1                                                                              | 57’                                                                            |
| 27-9-2022                                                                      | Varese                                                                         | Italia under 20                                                                | 3 – 0                                                                          | Svizzera under 20                                                              | Amichevole                                                                     | -                                                                              |                                                                                |
| 23-3-2023                                                                      | Stavanger                                                                      | Norvegia under 20                                                              | 2 – 2                                                                          | Italia under 20                                                                | Torneo 8 Nazioni                                                               | -                                                                              | 46’                                                                            |
| 27-3-2023                                                                      | Empoli                                                                         | Italia under 20                                                                | 1 – 1                                                                          | Germania under 20                                                              | Torneo 8 Nazioni                                                               | -                                                                              | 58’                                                                            |
| 7-9-2023                                                                       | Berlino                                                                        | Germania under 20                                                              | 1 – 1                                                                          | Italia under 20                                                                | Torneo 8 Nazioni                                                               | 1                                                                              | 46’                                                                            |
| 11-9-2023                                                                      | Tábor                                                                          | Rep. Ceca under 20                                                             | 0 – 1                                                                          | Italia under 20                                                                | Torneo 8 Nazioni                                                               | -                                                                              | 46’                                                                            |
| Totale                                                                         |                                                                                | Presenze                                                                       | 7                                                                              |                                                                                | Reti                                                                           | 2                                                                              |                                                                                |

| Cronologia completa delle presenze e delle reti in nazionale ― Italia under 19 | Cronologia completa delle presenze e delle reti in nazionale ― Italia under 19 | Cronologia completa delle presenze e delle reti in nazionale ― Italia under 19 | Cronologia completa delle presenze e delle reti in nazionale ― Italia under 19 | Cronologia completa delle presenze e delle reti in nazionale ― Italia under 19 | Cronologia completa delle presenze e delle reti in nazionale ― Italia under 19 | Cronologia completa delle presenze e delle reti in nazionale ― Italia under 19 | Cronologia completa delle presenze e delle reti in nazionale ― Italia under 19 |
| Data                                                                           | Città                                                                          | In casa                                                                        | Risultato                                                                      | Ospiti                                                                         | Competizione                                                                   | Reti                                                                           | Note                                                                           |
| ------------------------------------------------------------------------------ | ------------------------------------------------------------------------------ | ------------------------------------------------------------------------------ | ------------------------------------------------------------------------------ | ------------------------------------------------------------------------------ | ------------------------------------------------------------------------------ | ------------------------------------------------------------------------------ | ------------------------------------------------------------------------------ |
| 18-6-2022                                                                      | Dunajská Streda                                                                | Italia under 19                                                                | 2 – 1                                                                          | Romania under 19                                                               | Europeo Under-19 2022 - 1º turno                                               | 1                                                                              | 58’                                                                            |
| 21-6-2022                                                                      | Trnava                                                                         | Slovacchia under 19                                                            | 0 – 1                                                                          | Italia under 19                                                                | Europeo Under-19 2022 - 1º turno                                               | -                                                                              | 59’                                                                            |
| 24-6-2022                                                                      | Dunajská Streda                                                                | Francia under 19                                                               | 4 – 1                                                                          | Italia under 19                                                                | Europeo Under-19 2022 - 1º turno                                               | 1                                                                              |                                                                                |
| 28-6-2022                                                                      | Senec                                                                          | Inghilterra under 19                                                           | 2 – 1                                                                          | Italia under 19                                                                | Europeo Under-19 2022 - Semifinale                                             | -                                                                              | 63’                                                                            |
| Totale                                                                         |                                                                                | Presenze                                                                       | 4                                                                              |                                                                                | Reti                                                                           | 2                                                                              |                                                                                |

## Palmarès
- Campionato italiano di Serie B: 1

Sassuolo: 2024-2025